# Олонецкая возвышенность
Оло́нецкая возвы́шенность — возвышенность в северной части Восточно-Европейской равнины.
Территория возвышенности находится к югу от Петрозаводска, к западу от Онежского озера и к северу от Свири, не имеет чётко выраженных склонов и занимает в основном юг Республики Карелия, небольшая часть возвышенности находится в Ленинградской области. Максимальная высота — 313 м.
Олонецкая возвышенность расположена на стыке Балтийского щита с Русской плитой, сложена осадочными породами кембрийского периода и ледниковыми отложениями.
На юго-востоке возвышенности расположена Шокшинская гряда. С северо-запада возвышенность ограничена уступом Шуйской депрессии.
На территории возвышенности много озёр и рек с невысокими водопадами. Склоны покрыты хвойными лесами. Развит пеший и водный туризм.